# Orgelbauwerkstatt Harald Rapp
Die Orgelbauwerkstatt Harald Rapp beschäftigt sich mit dem Bau von Orgeln und ist ansässig im Mengener Stadtteil Ennetach im Landkreis Sigmaringen in Baden-Württemberg.

## Firmengeschichte
Mit der Orgelbauwerkstatt Harald Rapp machte sich 1985 Harald Rapp (* 17. August 1952 in Mengen) in Ennetach selbständig. Zuvor hatte er die Leitung der Orgelbau Späth GmbH, die sein Vater Franz Rapp nach dem Tod Karl Späths 1971 zusammen mit acht Mitarbeitern der Firma Gebr. Späth Orgelbau gegründet hatte.
Harald Rapp, dessen Großvater bereits bei Späth gearbeitet hatte, absolvierte zunächst eine Ausbildung zum Werkzeugmacher. Es folgte 1973 bis 1975 eine Lehre zum Orgelbauer der Orgelbaufirma Roman Ilisch in Berlin und ein Praktikum bei der Karl Schuke Berliner Orgelbauwerkstatt. Um seine Kenntnisse zu vertiefen, schloss er einen dreijährigen Aufenthalt bei der Steiner-Reck Inc. in Louisville, Kentucky, USA, an. In Ludwigsburg besuchte er 1980 die Meisterschule und übernahm nach erfolgter Prüfung die Meisterstelle seines Vaters bei der Firma Orgelbau Späth GmbH.
In der Orgelbauwerkstatt Harald Rapp restauriert und baut er zahlreiche Groß- und Kleinorgeln überwiegend als Alleinmeister. Des Weiteren baut er hochwertige Orgelspieltische für virtuelle Pfeifenorgeln. Hierzu gründete Rapp zusammen mit Helmut Maier, ehemaliger Professor für Informatik und Medientechnik an der Hochschule Reutlingen, die Marke R&M The Virtual Pipe Organ.
Seine Instrumente stehen im In- und Ausland, unter anderem in Frankreich, Italien, Polen, Portugal, Ungarn und den USA.

## Werke (Auswahl)
| Jahr | Opus | Ort                                                 | Kirche                                                                                  | Bild | Manuale | Register | Bemerkungen |
| ---- | ---- | --------------------------------------------------- | --------------------------------------------------------------------------------------- | ---- | ------- | -------- | --- |
| 1985 | 1    | Obermarchtal                                        | Kath. Friedhofskirche St. Urban                                                         |      | II/P    | 8        | [ 6 ] |
| 1986 | 2    | Langenenslingen-Wilflingen                          | Kath. Pfarrkirche St. Johannes Nepomuk                                                  |      | II/P    | 16       | [ 6 ] |
| 1987 | 3    | Stuttgart-Mühlhausen am Neckar, Stadtteil Neugereut | Alten- und Pflegeheim Haus St. Monika                                                   |      | I       |          | Truhe |
| 1987 | 4    | Riedlingen                                          | Weilerkapelle zur unbefleckten Jungfrau Maria und den vierzehn Nothelfern               |      | I       | 5        | Truhe |
| 1985 | 5    | Wald                                                | Hauskapelle des Klosters Wald                                                           |      | II      | 7        | [ 6 ] |
| 1988 | 6    | Berlin-Zehlendorf, Ortsteil Schlachtensee           | Kapelle im St. Theresienstift                                                           |      | II/P    | 18       | [ 6 ] |
| 1989 | 7    | Hayingen                                            | Kath. Stadtkirche St. Vitus                                                             |      | II/P    | 16       | [ 6 ] |
| 1989 | 8    | Berlin-Märkisches Viertel                           | Ev. Apostel-Johannes-Gemeindezentrum                                                    |      |         |          | Truhe |
| 1990 | 9    | Frickingen                                          | Kath. Pfarrkirche St. Martin                                                            |      | II/P    | 18       | [ 6 ] |
| 1991 | 10   | Waldhausen                                          | Kapelle                                                                                 |      | I       | 5        | Truhe |
| 1991 | 11   | Leibertingen-Altheim                                | Kath. Filialkirche St. Pankratius                                                       |      | II/P    | 10       | [ 6 ] |
| 1992 | 12   | Immenstaad am Bodensee-Kippenhausen                 | Kath. Pfarrkirche Mariä Himmelfahrt                                                     |      | II/P    | 17       | [ 6 ] |
| 1992 | 13   |                                                     | Hausorgel                                                                               |      | II      | 7        | [ 6 ] |
| 1993 | 14   | Haltern am See                                      | Ev. Gemeindezentrum                                                                     |      |         |          | Truhe |
| 1993 | 15   | Trier-Tarforst                                      | Kath. Pfarrkirche St. Augustinus                                                        |      | II/P    | 19       | Frei im Raum stehend; Aufbau im Advent 1993; am 6. Februar 1994 durch Domkapellmeister Leo Reichert aus Worms vorgestellt.                                                                           |
| 1994 | 16   | Eglingen                                            | St. Wolfgang                                                                            |      | II/P    | 14       | [ 6 ] |
| 1995 | 17   | Ostrach-Weithart, Ortsteil Einhart                  | Kath. Pfarrkirche St. Nikolaus                                                          |      |         |          | Restaurierung |
| 1995 |      | Münstertal/Schwarzwald                              | Trudpertskapelle im Kloster St. Trudpert                                                |      | I       | 4        | Nachbau einer kleinen alten italienischen Truhenorgel; Dauerleihgabe der Orgelwerkstatt Weber in Bollschweil.                                                                                        |
| 1995 | 18   | Mengen                                              | Kath. Liebfrauenkirche                                                                  |      | II/P    | 25       | Versetzung der Orgel unter Verwendung vieler Teile aus der bisherigen Orgel auf die Empore. |
| 1995 | 19   | Ostrach-Tafertsweiler, Ortsteil Bachhaupten         | Kath. Filialkirche St. Michael                                                          |      | I       | 4        | [ 6 ] |
| 1996 | 20   | Sigmaringen-Oberschmeien                            | Kath. Pfarrkirche St. Georg                                                             |      | III/P   | 16       | Am 19. Januar 1997 durch Konrad Philipp Schuba vorgestellt. |
| 1997 | 21   | Lissabon                                            | Igreja de São Domingos                                                                  |      | II/P    | 10       | Ehemalige Kirchenorgel von Gebr. Späth Orgelbau (1891) in der Alten Kirche Rulfingen; 1996 von der Stadt Mengen erstanden, abgebaut und vor Verfall gerettet; 1997 aufgestellt neben dem Hauptaltar. |
| 1998 | 22   | Deggenhausertal-Untersiggingen                      | Kath. Pfarrkirche Maria Königin                                                         |      | II/P    | 16       | [ 3 ] [ 6 ] |
| 1998 | 23   | Detroit                                             | Gross Pointe Memorial Church                                                            |      | I       | 4        | [ 6 ] |
| 1998 | 24   | Bingen                                              | Mariä Himmelfahrt                                                                       |      | I       | 4        | Truhe |
| 1998 | 25   | Meßkirch-Ringgenbach                                | Kath. Kapelle St. Josef                                                                 |      | I       | 5        | → Orgel |
| 1999 | 26   | Moos-Bankholzen                                     | St. Blasius                                                                             |      | II/P    | 15       | [ 6 ] |
| 2000 | 27   | Mannheim-Rheinau                                    | Neuapostolische Kirche                                                                  |      | II/P    | 10       | [ 6 ] |
| 2001 | 28   | Marksdorf                                           | ev. Kirche                                                                              |      | II/P    | 19       | [ 6 ] |
| 2002 | 29   | Ostrach-Weithart, Ortsteil Habsthal                 | Katholische Pfarrkirche St. Stefan, Benediktinerinnen-Klosterkirche im Kloster Habsthal |      | II/P    | 19       | Restaurierung |
| 2002 | 30   | Harlan/USA                                          | Holy Trinity Church                                                                     |      | I       | 4        | Truhe |
| 2003 | 31   | Fertőd                                              | Schloss Eszterháza                                                                      |      | I       | 4        | Truhe |
| 2003 | 32   | Schwarzenbach an der Saale                          | Neuapostolische Kirche                                                                  |      | I       | 4        | [ 6 ] |
| 2003 | 33   | Burgkirchen                                         | Neuapostolische Kirche                                                                  |      | I       | 4        | Truhe |
| 2003 | 34   | Obergünzburg                                        | Neuapostolische Kirche                                                                  |      | I       | 4        | Truhe |
| 2003 | 35   | Schömberg-Schörzingen                               | Neuapostolische Kirche                                                                  |      | I       | 4        | Truhe |
| 2003 | 36   | Lancaster                                           | Franklin & Marshall College                                                             |      | I       | 4        | Truhe |
| 2006 |      | Île d’Oléron                                        |                                                                                         |      | V/P     |          | Spieltische für die fünfmanualige virtuelle Pfeifenorgel |
| 2014 |      | Markdorf                                            | Evangelische Kirche                                                                     |      | III/P   | 15       | [ 15 ] |